# Stefanie Stockhorst
Stefanie Stockhorst (* 2. März 1974 in Hamburg) ist eine deutsche Germanistin und Kulturhistorikerin.

## Leben und Wirken
Stefanie Stockhorst studierte von 1993 bis 1998 Germanistik, Soziologie, Politologie, Pädagogik, Philosophie und Medizingeschichte an der Georg-August-Universität Göttingen. Nach einer freien Mitarbeit an der Frankfurter Ausgabe von Goethes Werken beim Deutschen Klassiker Verlag war sie ab 2000 Wissenschaftliche Assistentin am Lehrstuhl für Europäische Kulturgeschichte der Universität Augsburg. 2001 wurde sie in Göttingen mit der Arbeit Fürstenpreis und Kunstprogramm. Sozial- und gattungsgeschichtliche Studien zu Goethes Gelegenheitsdichtungen für den Weimarer Hof zum Dr. phil. promoviert. Nach Aufenthalten als Gastdozentin am Queen Mary College und an der University of Cambridge habilitierte sie sich 2005 an der Universität Augsburg mit der Arbeit Reformpoetik. Kodifizierte Genustheorie des Barock und alternative Normenbildung in poetologischen Paratexten. Danach war sie 2005 A.-Bartlett-Giamatti-Fellow an der Yale University und 2006 Gastdozentin am Queen Mary College. Ab 2007 hatte sie Lehrstuhlvertretungen an den Universitäten Hannover und Rostock. 2009 wurde sie auf den Lehrstuhl für Neuere deutsche Literatur/Frühe Neuzeit an die Universität Potsdam berufen. Als Gastwissenschaftlerin war sie 2015 an der University of Oxford und 2021 an der Universität Bologna tätig.
Von 2008 bis 2010 war sie Vizepräsidentin der Deutschen Gesellschaft für die Erforschung des 18. Jahrhunderts und von 2014 bis 2018 Präsidentin der Gesellschaft. Seit 2019 ist sie gewählte Beisitzerin (elected member) im Vorstand der International Society for Eighteenth-Century Studies und Herausgeberin der Zeitschrift Das achtzehnte Jahrhundert. Sie ist Mitherausgeberin von Daphnis. Zeitschrift für Deutsche Literatur und Kultur der Frühen Neuzeit und Mitglied im Editorial Board des Lessing Yearbook, im International Advisory Board der Publications of the English Goethe Society und im wissenschaftlichen Beirat der Zeitschrift Lumières.
Stefanie Stockhorst spielte im Akademischen Blasorchester der Universität Potsdam Saxophon.

## Auszeichnungen
- 1996–2000: Förderung des Studiums und der Promotion durch die Studienstiftung des deutschen Volkes
- 2003: Post-Doktoranden-Stipendium des Deutschen Akademischen Austauschdienstes
- 2006: Reisestipendium der Fritz Thyssen Stiftung
- 2007: Heisenberg-Stipendium der Deutschen Forschungsgemeinschaft

## Schriften
als Autorin:
- Die Geburt des Mythos aus dem Geiste der Vernunft. Ausgewählte Untersuchungen zu mythischen Strukturen in aufklärerischen Dramen (= Schriftenreihe und Materialien der Phantastischen Bibliothek Wetzlar. Band 43). Förderkreis Phantastik in Wetzlar, Wetzlar 1998, DNB 954372921.
- Hanns Heinz Ewers als Prophet ohne Zukunft. Bedingungsanalyse des gescheiterten Propagandaromans „Horst Wessel“ (= Schriftenreihe und Materialien der Phantastischen Bibliothek Wetzlar. Band 56. Hrsg. Thomas LeBlanc). Förderkreis Phantastik in Wetzlar, Wetzlar 1999, DNB 957508662.
- Fürstenpreis und Kunstprogramm. Sozial- und gattungsgeschichtliche Studien zu Goethes Gelegenheitsdichtungen für den Weimarer Hof. Dissertation. Universität Göttingen 2001. Niemeyer, Tübingen 2002, ISBN 3-484-18167-2.
- mit Achim Landwehr: Einführung in die europäische Kulturgeschichte. Schöningh, Paderborn u. a. 2004, ISBN 3-506-71712-X.
- Reformpoetik. Kodifizierte Genustheorie des Barock und alternative Normenbildung in poetologischen Paratexten. Habilitationsschrift. Universität Augsburg 2005. Niemeyer, Tübingen 2008, ISBN 978-3-484-36628-2.
- Einführung in das Werk Gotthold Ephraim Lessings. Wissenschaftliche Buchgesellschaft, Darmstadt 2011, ISBN 978-3-534-22984-0.
- Ars Equitandi. Eine Kulturgeschichte der Reitlehre in der Frühen Neuzeit. Wehrhahn, Hannover 2020, ISBN 978-3-86525-774-1.
- Verschriftlichungsstrategien. Maritime Handbücher der Frühen Neuzeit zwischen Wissenspolitik und kultureller Inszenierung (= Neue Perspektiven der Frühneuzeitforschung. Band 6). Wehrhahn, Hannover 2022, ISBN 978-3-86525-932-5.

als Herausgeberin:
- Zeitkonzepte. Zur Pluralisierung des Zeitdiskurses im langen 18. Jahrhundert. Wallstein, Wolfenbüttel 2006, ISBN 978-3-8353-0056-9.
- Cultural Transfer through Translation. The Circulation of Enlightened Thought in Europe by Means of Translation (= Internationale Forschungen zur Allgemeinen und Vergleichenden Literaturwissenschaft. Band 131). Rodopi,  Amsterdam/New York u. a. 2010, ISBN 978-90-420-2950-7.
- Friedrich Nicolai im Kontext der kritischen Kultur der Aufklärung (= Schriften des Frühneuzeitzentrums Potsdam. Band 2). V&R, Göttingen 2013, ISBN 978-3-89971-909-3.
- Epoche und Projekt. Perspektiven der Aufklärungsforschung (= Das achtzehnte Jahrhundert. Supplementa. Band 17). Wallstein, Göttingen 2013, ISBN 978-3-8353-1122-0.
- mit Christoph Schmitt-Maaß, Doohwan Ahn: Fénelon in the Enlightenment. Traditions, Adaptations, and Variations (= Internationale Forschungen zur Allgemeinen und Vergleichenden Literaturwissenschaft. Band 178). Mit einem Vorwort von Jacques Le Brun. Rodopi, Amsterdam/New York 2014, ISBN 978-90-420-3817-2.
- Krieg und Frieden im 18. Jahrhundert. Kulturgeschichtliche Studien. Wehrhahn, Hannover 2015, ISBN 978-3-86525-424-5.
- mit Marcel Lepper, Vinzenz Hoppe: Symphilologie. Formen der Kooperation in den Geisteswissenschaften. V&R, Göttingen 2016, ISBN 978-3-8471-0567-1.
- mit Barry Murnane, Ritchie Robertson, Christoph Schmitt-Maaß: Essen, töten, heilen. Praktiken literaturkritischen Schreibens im 18. Jahrhundert (= Das achtzehnte Jahrhundert; Supplementa. Band 24). Wallstein, Göttingen 2019, ISBN 978-3-8353-3395-6.
- mit Søren Peter Hansen: Deutsch-dänische Kulturbeziehungen im 18. Jahrhundert/German-Danish Cultural Relations in the 18th Century (= Schriften des Frühneuzeitzentrums Potsdam. Band 9). V&R, Göttingen 2019, ISBN 978-3-8471-0920-4.
- mit Jürgen Overhoff, Penelope J. Corfield: Human-Animal Interactions in the Eighteenth Century. From Pests and Predators to Pets, Poems and Philosophy (= Internationale Forschungen zur Allgemeinen und Vergleichenden Literaturwissenschaft. Band 207). Brill Rodopi, Leiden 2022, ISBN 978-9-004-49539-5.